# ニューヨークの想い
「ニューヨークの想い」（ニューヨークのおもい、New York State of Mind）は、ビリー・ジョエルの曲。アルバム『ニューヨーク物語』収録｡

## 概要
ビリーがソロデビューして以来活動の拠点としていたロサンゼルスから、生まれ故郷のニューヨークに戻る際の想いを歌った楽曲。
シングルカットはされなかったが、バーブラ・ストライサンドやメル・トーメらがカヴァーして以来、多くのアーティストに歌われており、ジョエルの代表曲の一つに数えられている。2014年、ストライサンドのアルバム「パートナーズ」には、ジョエルとデュエットしたバージョンが収録されている。
またライブでも頻繁に披露されるほか、2001年9月11日の同時多発テロ事件の10日後に開かれたチャリティーコンサートでもこの曲が披露された。

## アルバム
- ビリーのベストアルバム『ピアノマン〜ヴェリー・ベスト・ビリー・ジョエル』では、伴奏が違うラジオエディションが収録されている。

## カバー
- 綾戸智絵（2006年）- トリビュート・アルバム『WANNA BE THE PIANO MAN』に収録。
- JUJU（2007年）- 『Open Your Heart 〜素顔のままで〜』に収録。
- 平井堅（2009年）- カバー・アルバム『Ken's Bar II』に収録。